# Montagne du Droit
Montagne du Droit este un lanț muntos în cantonul Berna. Masivul se întinde pe o lungime de ca. 25 km. El este format prin încrețire fiind amplasat în Jura din Elveția.
Înălțimea masivului fiind între 1100 - 1250 m. cu piscurile mai însemnate Mont Soleil (1289 m) și Mont Crosin (1268 m).
Coordonate: 47° 11′ N, 7° 1′ E